# Dias de Luta, Dias de Glória - Charlie Brown Jr., o Musical
Dias de Luta, Dias de Glória - Charlie Brown Jr., o Musical é um musical que narra a saga da banda Charlie Brown Jr. através da ótica do vocalista e líder Chorão, interpretado na montagem original pelo rapper DZ6.
Escrito por Well Rianc e dirigido por Bruno Sorrentino e Luiz Sorrentino, o musical, que terá uma pista de skate no palco, vai mostrar momentos marcantes do grupo e casos polêmicos que envolveram os integrantes da banda. São 25 atores, 29 canções e dez coreografias, desenvolvidas pelo coreógrafo Guto Muniz e Matheus Ribeiro. A estreia ocorreu no dia 29 de março de 2015.
A peça teve apresentações no Festival de Teatro de Curitiba e na Virada Cultural.
O musical trouxe uma sequência de fatos que vão desde a chegada de Chorão ao litoral, com 17 anos, em 1987, a formação da banda em 1992, o reconhecimento comercial, em 1999, até a trágica morte do vocalista, em 2013.

## Elenco original
- DZ6 (substituído depois por Bruno Soares) - Chorão
- Carolina Oliveira (em certas ocasiões, Letícia Scopetta) - Thaís
- Patrícia Coelho - Gabriela (inspirada em Graziela "Grazon" Gonçalves)[6]
- Júlio Oliveira - Champignon
- Murilo Armacollo - Marcão
- Rodolfo Martins - Thiago Castanho
- Matheus Severo - Renato Pelado
- Gustavo Mazzei - Alexandre Abrão

## Set List
- "Meu Novo Mundo"
- "Sk8 Vibration"
- "De sk8 Eu Vim"
- "Zóio de Lula"
- "Tudo que Ela Gosta de Escutar"
- "I Wanna Be Sedated"
- "Aquela Paz"
- "Vícios e Virtudes"
- "Lutar pelo Que É Meu"
- "Ela Vai Voltar"
- "O Coro Vai Comê!"
- "Papo Reto"
- "Não Uso Sapato"
- "Me Encontra"
- "No Passo a Passo"
- "Não É Sério"
- "Céu Azul"
- "Proibida pra Mim"
- "Só Por Uma Noite"
- "Te Levar"
- "O Lixo e o Luxo"
- "Champanhe e Água Benta"
- "Tudo Mudar"
- "Dias de Luta, Dias de Glória"
- "Como Tudo Deve Ser"
- "Tamo Aí na Atividade"
- "O Preço"
- "Charlie Brown Jr."
- "Hoje Sou Eu que Não Mais te Quero"
- "Lugar ao sol"

## Controvérsia
O irmão de Chorão, Ricardo Abrão, criticou o musical antes da estreia: "Poxa, quer fazer uma peça relacionada ao meu irmão, então pega a família verdadeira, pega o conteúdo verdadeiro, não pega as mentiras… Tem que ter respeito". Os diretores do musical, Bruno e Luiz Sorrentino, publicaram uma carta aberta em resposta, em um trecho diz que "basta assisti-lo para ver como cada um é retratado." Por causa da série de vídeos gravados por Abrão de forma amadora e com um teor de "loucura e falta de sobriedade", os diretores registraram um boletim de ocorrência contra o mesmo. Porém, Ricardo diz nas gravações que não usa drogas e está "consciente", mesmo sem dormir há dias.